# Eckart Höfling
Eckart Höfling, född 28 oktober 1936 i Langenprozelten i Unterfranken, död 1 mars 2014 i Frankfurt am Main, var en tysk romersk-katolsk präst som i synnerhet engagerade sig för fattiga i Brasilien.
Höfling tog 1949 examen vid Handelsskolan i Würzburg, tog 1952 en juris kandidatexamen och blev anställd vid myndigheterna i Karlstadt norr om Würzburg. 1957 blev han munk i Franciskanorden, först i Eupen och från nyåret 1960 i Brasilien. Efter avslutade högskolestudier i filosofi och teologi prästvigdes Höfling den 10 december 1966 av biskopen i Würzburg Josef Stangl. Strax därefter tog han över två pastorat i Brasilien. 

## Utmärkelser
- 2007 Bundesverdienstkreuz (i band)
- 2008 Quadriga-priset

## Projekt och uppdrag
- 1972: Föreståndare för Hochschule für Franziskaner-Spiritualität (högskolan för franciskansk andlighet)
- 1986: Uppbyggnad av socialtjänsten i São Paulo
- 1987: Ledare för franciskanska Tredjeordens socialtjänst i Rio de Janeiro